# Leposoma parietale
Leposoma parietale là một loài thằn lằn trong họ Gymnophthalmidae. Loài này được Cope mô tả khoa học đầu tiên năm 1885.